# Лесной кодекс Российской Федерации
Лесной кодекс Российской Федерации — кодифицированный нормативно-правовой акт, являющийся основным источником, регулирующим отношения в сфере лесопользования в России.
Лесной кодекс был принят Государственной думой 8 ноября 2006 года, одобрен Советом федерации 24 ноября 2006 года и подписан Президентом Российской Федерации 4 декабря 2006 года.
До принятия действующего Лесного кодекса Российской Федерации на территории России действовал кодекс от 29 января 1997 года (№ 22-ФЗ).
Согласно ст. 2 Лесного кодекса Российской Федерации, лесное законодательство состоит из кодекса, других федеральных законов и принимаемых в соответствии с ними законов субъектов Российской Федерации, указов Президента Российской Федерации, постановлений Правительства Российской Федерации, нормативных актов иных органов исполнительной власти и муниципальных нормативных актов.

## Структура Лесного кодекса Российской Федерации
Лесной кодекс Российской Федерации состоит из 18 глав (общей сложностью 123 статей):
1. Общие положения
2. Использование лесов
3. Учёт и маркировка древесины
4. Охрана и защита лесов
5. Воспроизводство лесов и лесоразведение
6. Лесоустройство
7. Предоставление гражданам, юридическим лицам лесных участков, находящихся в государственной или муниципальной собственности
8. Договор купли-продажи лесных насаждений
9. Аукционы по продаже права на заключение договора аренды лесного участка, находящегося в государственной или муниципальной собственности, либо права на заключение договора купли-продажи лесных насаждений
10. Полномочия органов государственной власти Российской Федерации, органов государственной власти субъектов российской федерации, органов местного самоуправления в области лесных отношений
11. Управление в области использования, охраны, защиты, воспроизводства лесов
12. Плата за использование лесов и оценка лесов
13. Государственный лесной контроль и надзор
14. Ответственность за нарушение лесного законодательства
15. Разрешение споров в области использования, охраны, защиты, воспроизводства лесов
16. Защитные леса и особо защитные участки лесов
17. Эксплуатационные леса, резервные леса (утратила силу)
18. Защитные леса, эксплуатационные леса, резервные леса, особо защитные участки лесов
19. Леса расположенные на землях, не относящихся к землям лесного фонда

## Критика
Лесной кодекс Российской Федерации 2006 года многократно подвергался резкой критике со стороны экспертов и специалистов по лесному хозяйству за то, что переложил все лесохозяйственные и противопожарные функции на регионы и на арендаторов. После вступления в действие нового Лесного кодекса Российской Федерации была разрушена существовавшая до этого система органов лесного хозяйства и государственной лесной охраны. Из 83 000 человек Гослесоохраны лесхозов было оставлено 680 человек лесных инспекторов в составе Росприроднадзора.
Значительное число экспертов считают его одной из главных причин лесных пожаров 2010 года. Например, по мнению заслуженного лесовода России Виктора Кузнецова, высказанного им в передаче Первого канала 19 августа 2010 г., среди причин сложной обстановки в лесах европейской части России несовершенство Лесного кодекса Российской Федерации. По его словам, «Лесной кодекс, принятый в январе 2007 года, нанес смертельный удар по лесному хозяйству. Согласно этому кодексу вообще перестало существовать такое понятие как Лесхоз. А это важнейшая административная единица, в состав которой входили лесничества, лесники, служба по охране и защите леса. Если брать по России, то до 2007 года более 80 тысяч человек занимались охраной и защитой леса».
«Новая газета» заявила, что публичная ответственность за принятие новой редакции Лесного кодекса лежит на следующих лицах:
- Всеволод Гаврилов — заместитель директора департамента имущественных и земельных отношений, экономики и природопользования Минэкономразвития России, отвечавший за разработку проекта нового Лесного кодекса Российской Федерации.
- Греф, Герман Оскарович — руководитель Минэкономразвития России.
- Комарова, Наталья Владимировна — председатель Комитета Госдумы по природным ресурсам и природопользованию (фракция «Единая Россия»). Комарову можно считать основным публичным автором кодекса.
- Трутнев, Юрий Петрович — министр природных ресурсов Российской Федерации.
- Фрадков, Михаил Ефимович — Председатель правительства Российской Федерации, внесший Лесной кодекс Российской Федерации в Госдуму
- Председатель Госдумы Грызлов, Борис Вячеславович и председатель Совета Федерации Миронов, Сергей Михайлович (который всегда выступал против новой редакции ЛК) не организовали полноценного рассмотрения новой редакции проекта, и множество её недостатков остались просто незамеченными депутатами и сенаторами.
- Путин, Владимир Владимирович — подписал Лесной кодекс Российской Федерации и связанные с ним законы.

Приняты поправки в Лесной кодекс, разрешающие вывоз древесины, пролоббированые «группами лиц заинтересованных людей».
По мнению специалистов Всемирного фонда защиты дикой природы, новый Кодекс фактически упразднил институт государственных инспекторов (на одного инспектора в Хабаровском крае приходится 125 тыс. га), и это способствовало вырубке тайги на Дальнем Востоке китайскими (преимущественно) предпринимателями. По факту, в Приморье нелегально вырубалось полтора миллиона кубометров древесины, что вызвало обеспокоенность Всемирного фонда дикой природы. По данным обзора, написанного на основе десятилетних наблюдений за ситуацией, объём вырубок многократно превышает разрешённый и декларируемый. 20 лет незаконных рубок уничтожили запасы коммерчески ценной древесины, и в обозримом будущем они не восстановятся; уничтожение лесов лишает местных жителей, коренные народы Дальнего Востока РФ источника их существования. Уничтожаются последние места обитания амурского тигра; не удались 4 попытки вырубить водоохранные леса и орехо-промысловые зоны в районе реки Бикин (включенные в список объектов природного и культурного наследия ЮНЕСКО).

## История
До начала 1990-х годов в России действовал Лесной кодекс РСФСР. 29 января 1997 года президент Российской Федерации Б. Н. Ельцин подписал Лесной кодекс Российской Федерации. Однако, из-за несовершенства кодекса почти сразу началась разработка новой редакции. Разработка велась по поручению президента России В. В. Путина.
Главным разработчиком новой редакции Лесного кодекса Российской Федерации было Министерство экономического развития и торговли Российской Федерации. В конце сентября 2004 года проект кодекса был внесён в правительство России.
1 февраля 2005 года Правительство Российской Федерации внесло в Государственную думу проект кодекса, разработчиком которого было Минэкономразвития России. 22 апреля 2005 года Госдума приняла кодекс в первом чтении.
Ко второму чтению на проект кодекса поступило около 3 тыс. поправок. Депутаты Госдумы, лесопромышленники, главы регионов и Минприроды России ресурсов высказали к проекту кодекса большое число замечаний. Второе чтение законопроекта переносилось 5 раз.
6 апреля 2006 года Президент России В. В. Путин призвал Правительство Российской Федерации «оперативно снять все противоречия и найти приемлемые решения» для принятия кодекса. 1 ноября 2006 года проект кодекса был принят во втором чтении. 8 ноября 2006 года Лесной кодекс был принят Госдумой в третьем чтении.
10 ноября 2006 года проект Кодекса поступил в Совет Федерации. Члены Совета Федерации заявили, что заблокируют принятие кодекса, поскольку их не устроил объём финансирования, выделяемого регионам при передаче полномочий по лесному хозяйству. 15 ноября 2006 года Совет Федерации не стал рассматривать проект кодекса. 21 ноября 2006 года председатель Совета Федерации Сергей Миронов побывал у В. В. Путина. 22 ноября 2006 года Совет Федерации принял решение об одобрении проекта кодекса. 24 ноября 2006 года кодекс был одобрен Советом Федерации.
4 декабря 2006 года Кодекс был подписан Президентом Российской Федерации. 1 января 2007 года Лесной кодекс Российской Федерации вступил в силу.
Новая редакция Лесного кодекса Российской Федерации была принята с целью значительно увеличения эффективности лесопользования и для стимулирования притока инвестиций в лесную отрасль. Представители лесопромышленников в ноябре 2006 года заявили, что с принятием новой редакции кодекса был ликвидирован один из тормозов для притока инвестиций в отрасль — отсталое лесное законодательство.
В декабре 2010 года в Лесной кодекс Российской Федерации были внесены поправки, которые по мнению экспертов газеты.ру фактически ничего не изменили и не помогут лесному хозяйству
22 февраля 2019 года председатель Правительства РФ Д. А. Медведев по итогам прошедшей встречи с руководством Совета Федерации дал поручение представить предложения об организации работы по подготовке новой редакции Лесного кодекса РФ. Многие эксперты утверждают, что Лесной кодекс 2006 года не идеальный, но новый Лесной кодекс принять не получится.